# Комсомольское рождество

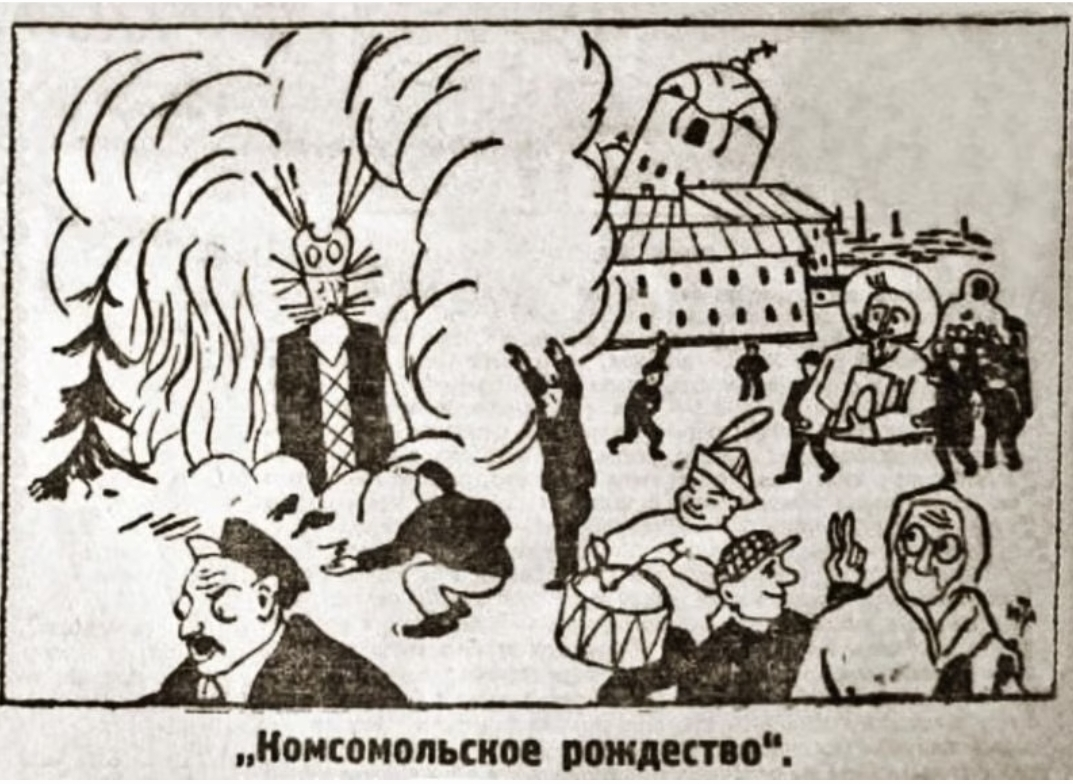
Сожжение чучел богов во время празднования «комсомольского рождества». Рисунок из газеты «Трудовой Дон», 7 января 1923 года

«Комсомольское рождество» («Комсомольское Рождество», «комсвятки», «красное рождество») — антирелигиозное мероприятие, проводившееся в 1920-е годы в СССР в противовес Рождеству Христову с целью борьбы с традиционной церковной обрядностью. Впервые данные мероприятия прошли в декабре 1922 года — январе 1923 года; в этот период «комсомольское рождество» было организовано более чем в 400 городах страны. На основе этого опыта в 1923 году была введена «комсомольская пасха». Для этих мероприятий характерно привлечение прежде всего молодёжи, массовый характер, театрализованность. Они начинались на улицах в виде уличных шествий с ряжеными, а заканчивались в клубах, где читались доклады и стихи, демонстрировались пьесы, а также организовывались танцы. Предполагается, что антипасхальные и антирождественские праздники, носящие явные следы атеистической пропаганды, восходят к массовым театрализованным шествиям, распространённым во времена Великой французской революции.
Наибольший размах мероприятий, посвящённых «красному рождеству», имел место в первые годы (1922—1923). Постепенно количество участников уменьшалось и его стали рекомендовать проводить уже не на улицах, а только в клубах. К середине 1920-х годов комсомольские рождество и пасха перестали поддерживаться властями и, несмотря на отдельные попытки их проведения, постепенно сошли на нет к концу 1920-х годов. С этого времени наступил новый этап в систематической антицерковной политике советского государства и борьбе с религиозной обрядностью (см. религия в СССР).

## История

### Предыстория

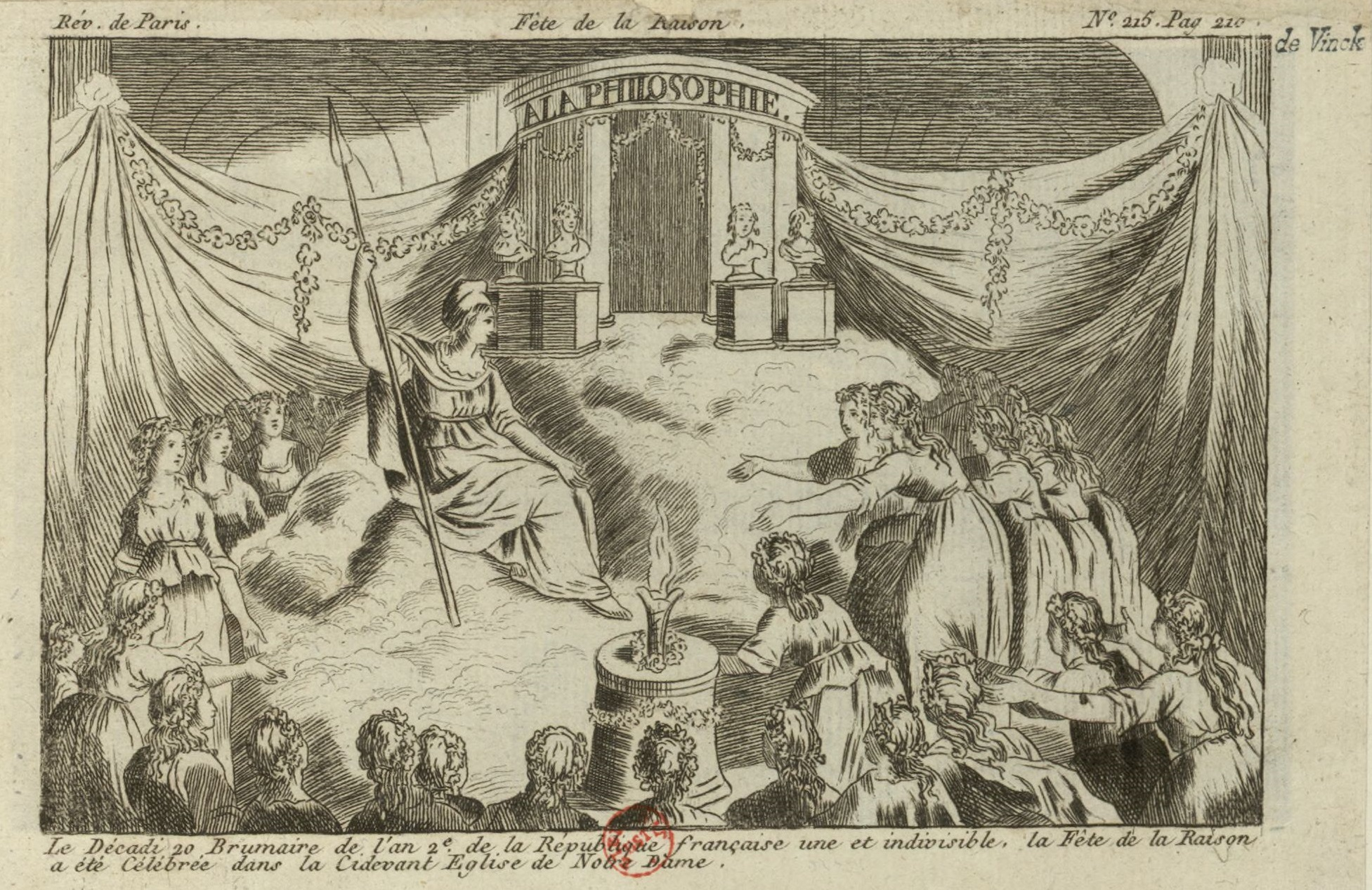
«Фестиваль Разума» (Fête de la Raison), Собор Парижской Богоматери, 20 брюмера 1793. На опыт французских революционеров по дехристианизации ориентировались большевики

Советская власть стала проводить антирелигиозную политику с начала своего существования. Однако руководство большевиков пришло к выводу, что прямое наступление на религию не увенчалось успехом, и поэтому было решено подойти к борьбе с ней в более мягких формах. К этому призывали некоторые идеологи партии и атеистической пропаганды (Лев Троцкий, Емельян Ярославский, Анатолий Луначарский, Иван Скворцов-Степанов). Частью антирелигиозной кампании стала борьба против православных праздников и связанных с ними обычаев, традиционной обрядности за которые всё ещё прочно держалось население. В 1922—1923 годах в СССР была проведена централизованная кампания по празднованию «комсомольского рождества» («комсвятки», «красное рождество») и «комсомольской пасхи», направленных на внедрение «красной обрядности». Комсомольские ячейки должны были организовывать празднование в день христианского Рождества, которое оставалось пока нерабочим днём. В 1922 году началось изъятие церковных ценностей под предлогом оказания помощи голодающим (декрет ВЦИК РСФСР от 23 февраля 1922 года), а комсомольские рождество и пасха стали продолжением этой кампании. В статье председателя Совета народных комиссаров РСФСР и Совета народных комиссаров СССР Владимира Ленина «О значении воинствующего материализма» (12 марта 1922 года) отмечалось, что «…массам необходимо дать самый разнообразный материал», «подойти к ним и так и этак для того чтобы их заинтересовать, пробудить от религиозного сна, встряхнуть их с самых разных сторон, самыми разными способами и т. д.».

### Организация и проведение
По оценке историка Наталии Лебиной, советское руководство сделало ставку на антирелигиозные молодёжные выступления, ставшие своеобразным «заключительным аккордом» атеистической кампании 1922 года. Для них характерно привлечение прежде всего молодёжи, массовый характер, театрализованность. Лебина предположила, что такие политизированные действа восходят к массовым театрализованным антирелигиозным шествиям, распространённым во времена Великой французской буржуазной революции. В октябре 1922 года на Украине и в Белоруссии прошли первые антирелигиозные кампании, которые получили освещение в газете «Правда». Через месяц вышла статья Скворцова-Степанова (напечатана под псевдонимом И. Степанов) «„Комсомольское рождество“ или почему бы нам не справлять религиозные праздники», где была представлена программа проведения «Весёлого карнавала с музыкой». Главное место в таких мероприятиях должно было играть карнавальное факельное шествие языческих «ряженых богов» (Мардук, Озирис, Будда), «прототипов» Иисуса Христа. Участники должны были при этом нести информационно-разъяснительные плакаты. Уличная часть праздника должна была закончиться в клубе, где предлагалось провести лекции из истории религий. Оформление и наполнение этих выступлений также сводились к карнавальности. Так, трибуна должна была походить на языческое святилище со жрецами, идолами и т. д., а лектор «непременно» читать материал в образе жреца. Историк Сергей Шмелёв пришёл к выводу, что именно статья Скворцова-Степанова в центральном партийном издании сыграла решающую роль в широком проведении «комсомольского рождества» в стране.
С учётом политики экономии государственных средств в период НЭПа и недостаточной подготовленности на местах, Комиссия по проведению отделения церкви от государства (протокол № 7 от 5 декабря 1922 года) рекомендовала организовать «комсомольское рождество» только в Москве и Петрограде. Однако всё-таки было решено придать новой антирелигиозной кампании общегосударственный характер. Так, подсчитано, что в период с декабря 1922 по январь 1923 года первое «красное рождество» прошло более чем в 400 городах. В основу сценария мероприятий была положена статья Скворцова-Степанова. Перед их проведением в прессе проводилась идеологическая подготовка в виде антирелигиозных статей и поддержки «комсомольского рождества». На места направлялся методический материал, пьесы, инсценировки, стихи и т. д.. Общим лозунгом проведения первого «комсомольского рождества» были слова: «Смотр низложенных богов». В ходе подготовки могли организовываться вечера, во время которых читались доклады, проводились сценические выступления, игры, гадания. Начиналось многолюдное «комсомольское рождество» в общественных местах, например, на площади. Так, в Самаре собралось около шести тысяч человек и это несмотря на сильный мороз. Центральным элементом первой части являлся карнавал-шествие «богов и богинь». На улицах демонстрировались сценки, после чего карнавальное шествие с ряжеными (священнослужители различных религий, нэпманы, офицеры и т. д.) начинало движение. Участники несли плакаты, выкрикивали лозунги, пели песни, частушки. Достигнув определённого организаторами места устраивался митинг, ряженые под музыку танцевали, пели. Затем проводилось сожжение моделей церквей, чучел священнослужителей, идолов. После этого участники перемещались в клуб для проведения антирелигиозного вечера.

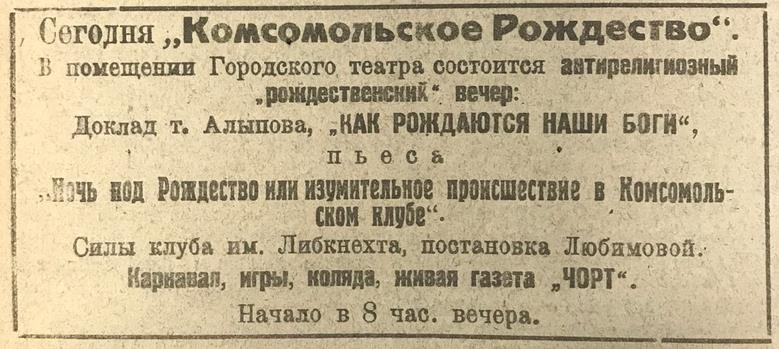
Объявление о проведении «Комсомольского Рождества» 6 января 1923 года в городе Вятка

В клубах читались доклады, разоблачающие языческие, «экономические корни рождественских праздников», показывались политические сатиры и «живые картины». В сборнике «Комсомольское рождество в клубах» (1925) указывалось, что важнейшее место в новых праздниках должен играть клуб, на который возложено несколько задач: «одна — организация и проведение ударных антирелигиозных кампаний (комсомольское рождество, комсомольская пасха), а другая — ввести антирелигиозную пропаганду в быт, в повседневность, сделать её ежедневным, обязательным делом каждого члена клуба». Для выполнения второй задачи описывалась деятельность антирелигиозных кружков. Их членам рекомендовалось не только изучить атеистические материалы, но и вести наблюдение за религиозной повседневностью своего района, завода, знакомых, близких и т. д. Значение клуба в этом отношении основывалось на предположении, что такие заведения могут заменить собой церковь в качестве средства досуга. «Посмотрите в церкви нарядно, людно, светло, хорошо поют, всё действует на слух, зрение, даже на обоняние, а через них и на воображение, как подлинный театральный приём». Исходя из этого рекомендовалось при проведении антирелигиозных праздников широко использовать театрализованные зрелища, инсценировки. Кроме того, при организации комсомольского рождества и пасхи предлагалось сделать доступ в клуб свободным для всех желающих и бесплатным, как это имеет место в церкви. Члены клуба должны были привести верующих родственников, знакомых и это даже вменялось в обязанность. Также призывали не вести оголтелую антирелигиозную пропаганду, быть в этом отношении гибкими и тактически грамотными. «Ни в коем случае не должно быть в инсценировке откровенного издевательства, резкой неоправданной грубости. Злобность голых нападок не только не убедит верующих, а ещё больше озлобит». Для достижения целей организаторов необходимо было художественными средствами доказать «вздорность» всех религиозных верований, развенчать «обманы и предрассудки». При этом основным объектом критики должны выступать не священнослужители, а прежде всего основы, причины возникновения религии.
Идеолог и руководитель антирелигиозной политики в СССР Емельян Ярославский 7 января 1923 года в газете «Безбожник» относительно начала празднования комсомольского рождества, представляющего собой, по его словам, «вызов всем тёмным силам прошлого» писал: «Молодые кроты подрывают устои векового рабства. Молодёжь сегодня раскрывает массам в их верованиях верования далеких отцов и дедов, верования, с помощью которых эксплуататоры держат в плену рабочих и крестьян. Сегодня молодёжь заявляет, что она не верит богам земным и небесным, стаскивает их на землю и показывает их такими, какие они есть, без прикрас». Там же 11 января Ярославский поместил статью «Первый опыт», где благодаря новому мероприятию в СССР началась «систематическая антирелигиозная пропаганда» и противопоставил церковные праздники и революционным. Он призывал учесть опыт проведения комсомольского рождества и использовать его при подготовке к другим подобным праздникам. ЦК РКСМ также настаивал на продолжении этих мероприятий и 26 января 1923 года было решено «Принять постановление об установлении 7 января „днём свержения богов“ и ежегодном проведении его по СССР». Второе «комсомольское рождество» было организовано на основе естественно-научной, материалистической критики религии.
В советской историографии отрицался директивный, централизованный характер попытки преобразования христианских праздников в комсомольские. Даже в вышедшей в 1989 году книге «Русское православие: вехи истории» отмечалось, что комсомольские пасха и рождество имели стихийный характер, представляя собой «живое творчество молодёжи». Лебина отрицала, что атеистические выступления направленные против традиционной праздничной обрядности возникли спонтанно. В частности, она указывала, что сверху спускались методические материалы, например, «Песенник революционных, антирелигиозных и украинских песен», «Антирелигиозный песенник», специализированные сценарии проведения комсомольских праздников. Несмотря на экономию значительные государственные средства на эти и аналогичные издания, а также на проведение празднеств были всё-таки выделены. Из воспоминаний Надежды Крупской средства поступили из Главполитпросвета. Шмелёв также указывал на централизованный характер подобных празднеств, по его наблюдению, они проводились в ходе тесного контакта между РКП(б) и РКСМ.

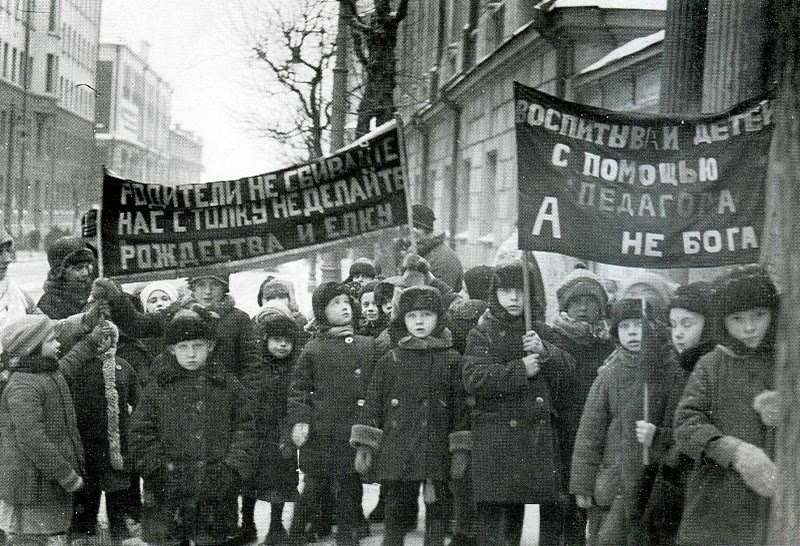
Антирелигиозное мероприятие в 1929 году

Несмотря на некоторое возрождение религиозности в 1920-е годы комсомольские шествия не вызвали массового неприятия и выступлений, что, по мнению Лебиной, можно объяснить тем, что по форме они напоминали русские святочные традиции, которые в своей основе имели элементы язычества, карнавальности и смеховой культуры, зачастую направленных против «ханжеской святости и напускного благочестия». Таким образом, до некоторой степени, политизированные молодёжные шествия усиливали праздничный эффект, соответствуя ментальности населения в отношении двойственного отношения к религии. Однако некоторые видные партийные деятели (Ленин, Луначарский, Григорий Зиновьев) и даже Скворцов-Степанов первые опыты проведения комсомольских Рождества и Пасхи оценили неоднозначно. Видимо это вызвано тем, что «агрессивно-провокационные» действия комсомольских активистов могли вызвать глубокие социальные разногласия между атеистами и верующими. В соответствии с резолюцией «О постановке антирелигиозной агитации и пропаганды», принятой на XII съезде РКП(б) (17 апреля — 25 апреля 1923 года), решено было перейти к более углублённой пропаганде. В одном из циркуляров РКП(б) 1923 года — «Об антирелигиозной пропаганде во время пасхи» — предписывалось организовать атеистические мероприятие в клубах, без проведения уличных шествий, «оскорбляющих чувства верующих». По предположению Лебиной, изменения подхода к идеологической антирелигиозной кампании можно объяснить малой результативностью «комсомольского рождества», «а также постепенным возвращением традиционных бытовых практик населения, что свидетельствовало об укреплении НЭПа как периода нормального развития повседневности». В это время советские власти с тревогой стали фиксировать более широкий интерес к церкви со стороны молодых людей. В ноябре 1923 года ЦК комсомола направил на места циркуляр, где отмечалось, что главной целью клубных вечеров накануне рождества является предотвращение посещения молодёжью в канун рождества, что должно иметь своей главной целью отвлечение молодёжи от посещения церквей. Также в решении отмечалось: «Противопоповские методы пропаганды естественно отходят на задний план. При проведении комсомольского рождества совершенно не должны иметь места антирелигиозные демонстрации в виде карнавалов и т. д.». Изменение подхода на более терпимый со стороны советских властей Лебина объясняла успешным изъятием церковных ценностей, во время чего, по словам Вячеслава Молотова, удалось «расколоть попов». Однако со стороны комсомольского актива всё ещё принимались меры по организации антирелигиозной пропаганды и по отвлечению молодёжи от посещения церквей. Так, в 1924 году Ленинградский губком ВЛКСМ принял «Указания к проведению клубного вечера комсомольской пасхи», направленный на то, чтобы население проводило церковные праздники в клубах («церковь в новом быту заменяется клубом»). Вечер должен был начинаться антирелигиозным докладом, затем следовало голосование по поводу целесообразности проведения церковных праздников и замене их на революционные. В конце принималась резолюция о том, что, несмотря на сопротивление консервативно настроенных родственников, необходимо отказаться от церковных традиций: «Мы, рабочая молодёжь, рвём обветшалые остатки религиозного быта. Мы не верим в церковные чудеса. Вместо слепой веры мы стремимся к точному знанию и науке. Долой церковные празднества. Их место должны занять пролетарские торжества». Однако постепенно и в комсомольской среде антирелигиозная повестка дня стала меняться. Так, по наблюдению Лебиной, в период с 1925 по 1928 годы ЦК ВЛКСМ не издал ни одного решения в отношении ущемления религиозной обрядности. По мнению историка, в пользу этого свидетельствуют бытовые обычаи ленинградцев, которые «во многом оставались связанными с церковными традициями, и на ментальном уровне это считалось нормой».
Комсомольцы в Москве (сорок тысяч человек) и других городах «весело» похоронили религию, героев старого быта, любителей побездельничать в Рождество — Макдональдов, священников, пьяниц, монахов, гадальщиц. Они осмеивали ёлки и церкви, рядились в попов, ксёндзов, пасторов, раввинов и читали «проповеди», а потом под музыку, хохот и пляски жгли иконы, макеты церквей, ризы священников.
Постепенно количество участвующих в «комсомольском рождестве» и «комсомольской пасхе» снижалось, рекомендовалось проводить их уже не на воздухе, а только в клубах. С 1925 года эти мероприятия упоминаются в официальных документах как «антипасхальная» и «антирождественская» кампании. Во второй половине 1920-х годов «комсомольское рождество» кое-где ещё проводилось. Так, в 1928 году на первой полосе в январском номере парижской эмигрантской газеты «Возрождение» были помещены выдержки из советской прессы об антирелигиозном празднике. В них содержалась критика методов его проведения и сопровождающие его бескультурные проявления. В сообщении из Ленинграда указывалось, что мероприятие производило унылое впечатление: «Вечера начинались антирелигиозными лекциями, повторяющимися из года в год. Затем следовала концертная программа из цыганских песен. За цыганщиной следовали пошлейшие куплеты, а затем танцы. Начались скандалы. Не помогли даже конные милиционеры. Было много пьяных». В московском сообщении указывалось про пьянки, скандалы и поножовщину. В Ростове на-Дону инсценировка не имела отношения к антирелигиозной теме, лектор не явился и всё свелось к танцам до утра. По поводу таких фактов в газете «Комсомольская правда» появился комментарий, осуждающий формы проведения антирелигиозных мероприятий: «Та халтура, которая явилась полновластной хозяйкой на клубных подмостках очень ненадёжное оружие против такого сильного врага, как религия». Кроме того, в газете отмечалось отсутствие тесного взаимодействия между организациями и учреждениями: «Борьба с религиозным дурманом до сих пор не рассматривается у нас, как общественное, как общегосударственное дело». В 1929 году в Ленинграде в Летнем саду и возле Финляндского вокзала прошли карнавальные шествия — «похороны религии». Зимой того же года в ленинградском клубе завода «Электросила» состоялся праздник, во время которого посетителей встречали одетые под священнослужителей юноши.
С 1925 года, когда советская власть твердо стала на путь «плановой, систематической антирелигиозной работы», была введена пятидневка, церковные праздники отменили и Рождество превратилось в обычный рабочий день. Эти реформы отразились в декрете Совнаркома «О переходе на непрерывное производство в предприятиях и учреждениях СССР» от 26 августа 1929 года. Именно эти меры, в отличие от пропагандистских комсомольских рождества и пасхи, оказали значительное влияние на изменения в отношении традиционной религиозной обрядности.